# 索姆河畔阿伊
索姆河畔阿伊（法語：Ailly-sur-Somme，法語發音：[aji syʁ sɔm]）是法国上法蘭西大區索姆省的一个市镇，位于该省中部，属于亚眠区。

## 地理
索姆河畔阿伊（49°55'36"N, 2°11'38"E）面积15.06 平方千米，位于法国上法蘭西大區索姆省，该省份为法国北部沿海省份，北起加来海峡省和北部省，西接滨海塞纳省和大西洋英吉利海峡，南至瓦兹省，东临埃纳省。
与索姆河畔阿伊接壤的市镇（或旧市镇、城区）包括：拉绍塞蒂朗库尔、费里耶尔、博韦勒、布雷伊、德勒伊莱萨米安、皮基尼、圣索沃尔、萨沃斯。
索姆河畔阿伊的时区为UTC+01:00、UTC+02:00（夏令时）。

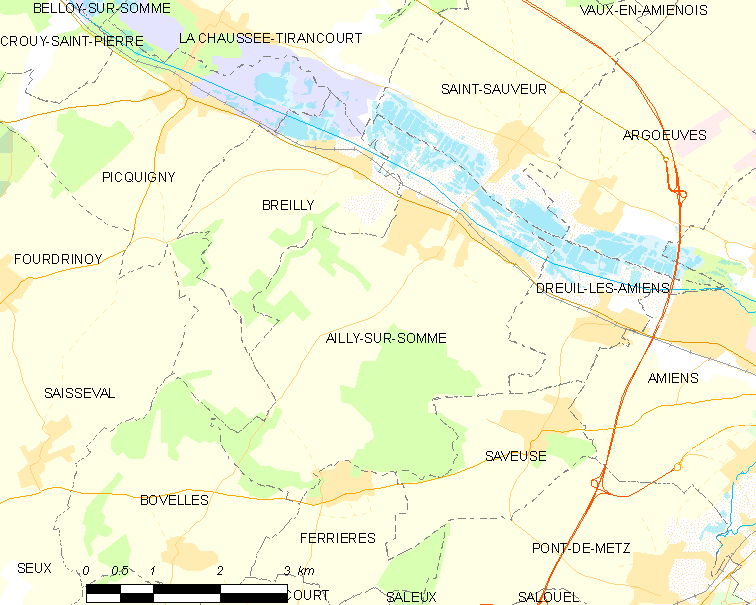
索姆河畔阿伊的OSM定位图

## 行政
索姆河畔阿伊的邮政编码为80470，INSEE市镇编码为80011。

## 政治
索姆河畔阿伊所属的省级选区为索姆河畔阿伊县。

## 人口

1962-2008年间索姆河畔阿伊人口变化图示

索姆河畔阿伊于2022年1月1日时的人口数量为2973人。